# Бичиха (Хабаровський район)
Бичи́ха (рос. Бычиха) — село у складі Хабаровського району Хабаровського краю, Росія. Адміністративний центр Бичихинського сільського поселення.

## Населення
Населення — 1603 особи (2010; 2885 у 2002).
Національний склад (станом на 2002 рік):
- росіяни — 88 %